# ティムール・シャー
シャー・テムル（Shah Temur / شاه تیمور、生年不詳 - 1358年）は、西チャガタイ・ハン国の第3代ハン（在位：1358年）。

## 生涯
イェスン・テムルの子。
1358年にバヤン・クリがアミールのアブドゥッラーに暗殺されるとマー・ワラー・アンナフルにおいてアブドゥッラーに新たな君主として擁立された。アブドゥッラーのこの行為はバルラス部のハージー、スルドス部のバヤンの反発を招き、シャー・テムルはアブドゥッラーと共に殺害された。
シャー・テムルの死後、マー・ワラー・アンナフルはモグーリスタン・ハン国のトゥグルク・ティムールによって占領され、チャガタイ・ハン国は再統一された。